# 三宮・花時計前駅
三宮・花時計前駅（さんのみや・はなどけいまええき）は、兵庫県神戸市中央区磯上通八丁目にある神戸市営地下鉄海岸線の駅。同線の終着駅である。駅番号はK01。
駅名の「花時計」とは神戸市役所の北側にあった花時計のことである（現在は東遊園地に移転、当初は仮移転）。

## 当駅からの接続路線
- 神戸市交通局（神戸市営地下鉄）

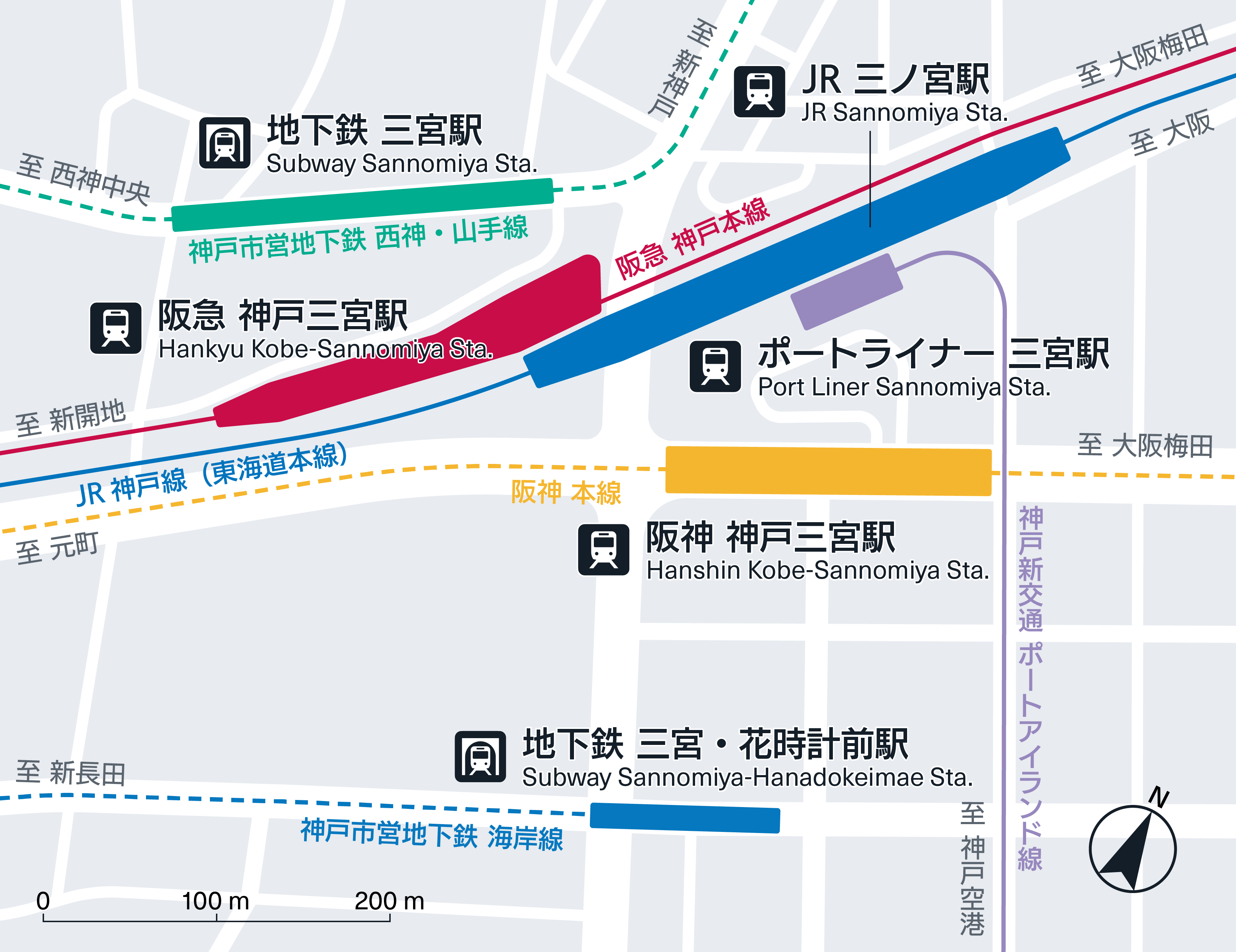
各鉄道路線の三宮駅の駅位置を正縮尺で描いた地図。

  - 西神・山手線：三宮駅 - 駅番号はS03
- 西日本旅客鉄道（JR西日本）
  - 東海道本線（JR神戸線）： 三ノ宮駅 - 駅番号はJR-A61
- 神戸新交通
  - ポートアイランド線：三宮駅 - 当駅が起点、駅番号はP01
- 阪神電気鉄道
  - 本線：神戸三宮駅 - 駅番号はHS 32
- 阪急電鉄 - 駅番号はHK-16
  - 神戸本線・ 神戸高速線：神戸三宮駅 - 両線とも当駅が終点

## 歴史
- 2001年（平成13年）7月7日：神戸市営地下鉄海岸線の開通と同時に開業[1]。

## 駅構造
島式ホーム1面2線構造の地下駅で、同線の終着駅である。神戸国際会館の南側市道に東西に延びる形で位置し、中地下二階にコンコースと改札が、その下にプラットホームがある。さんちかを経由することで各線三宮駅へ乗り換えすることができる。駅構内にはトイレ（こうべ・だれでもトイレ）やAEDが設置されており、プラットホームへはエレベーターが1台、エスカレーターが4台設置されている。改札外コンコースにファミリーマートが営業している。
西神・山手線へは、一旦改札を出てさんちかを介して三宮駅で乗り換えとなる。連続して乗車する場合、区間を通算して乗車券を購入して乗り継ぐことができ、その場合は当駅の改札内を出場してから90分以内に三宮・花時計前駅の改札内に入場する必要がある。
駅イメージテーマは「劇場都市の玄関」とされ、神戸全体を劇場都市とみなし、当駅をその玄関口と位置づけデザインされた。コンコースは隣接する巨大施設である国際会館のイメージを引用し、床・壁に炻器質タイル採用、基調色はベージュ系・ブラウン系とし、劇場都市としてのにぎわいを表現するとともに、部分的に大理石モザイクを用い暖かみと華やかさのあるデザインを目指した。また、柱・梁には意匠性に富んだGRC化粧仕上げとし、三宮の歴史を表現するとともに空間を分節し、ヒューマンスケールにすることを狙った。プラットホームは「帆船のデッキから水平線を望む」を原イメージとして、床はデッキをイメージさせる炻器タイルや大理石モザイクのデザイン張りとし天井は「風をはらんだ帆」をイメージさせるやわらかな曲線を持つスパンドレルとした。また、ホーム対向壁は海をイメージさせるマリンブルーのグラデーションを施し、海岸線のブルーラインをより印象的にすることを試みた。

### のりば
| ホーム | 路線   | 行先       |
| ------ | ------ | ---------- |
| 1・2   | 海岸線 | 新長田方面 |

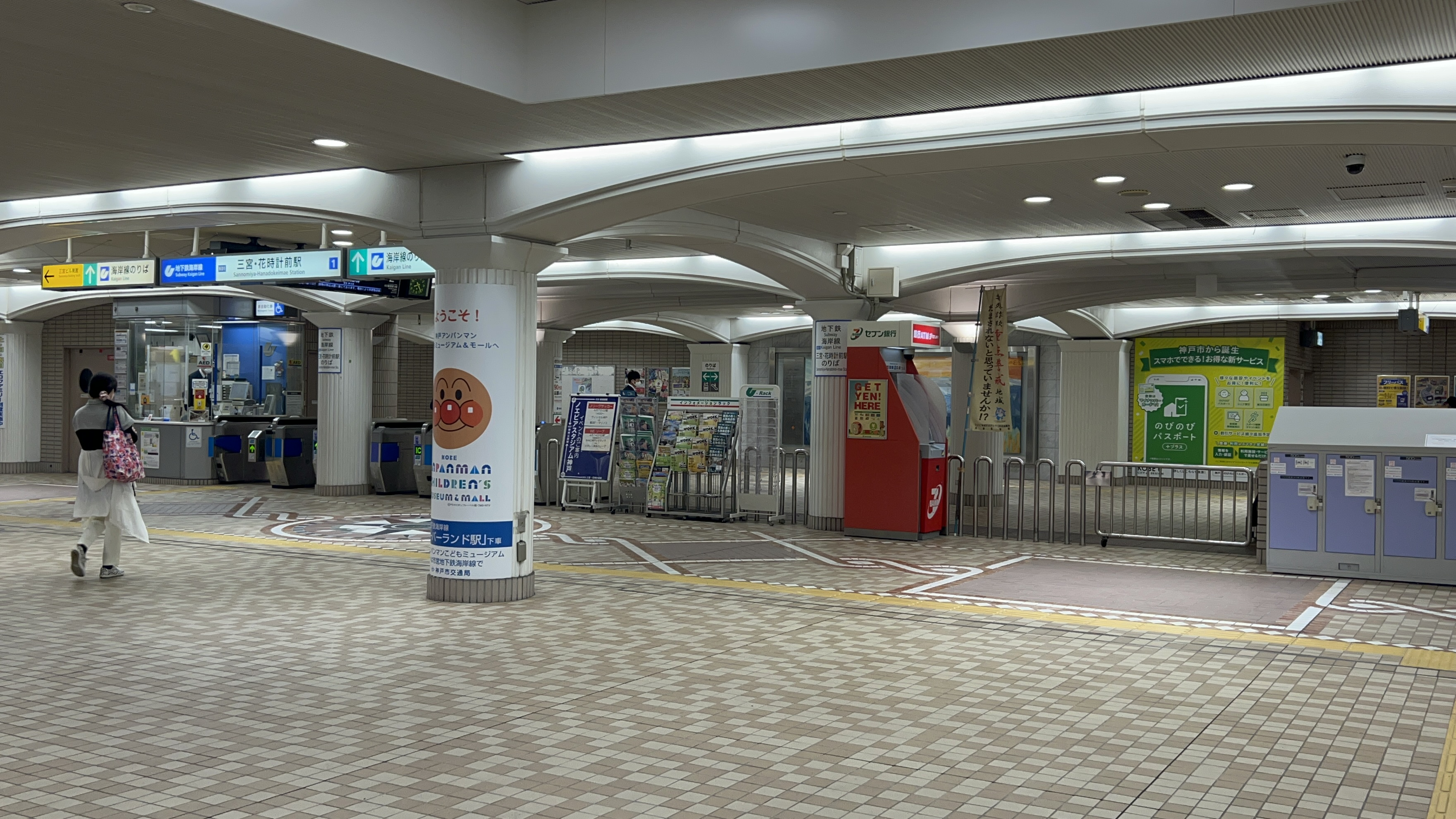
改札口付近
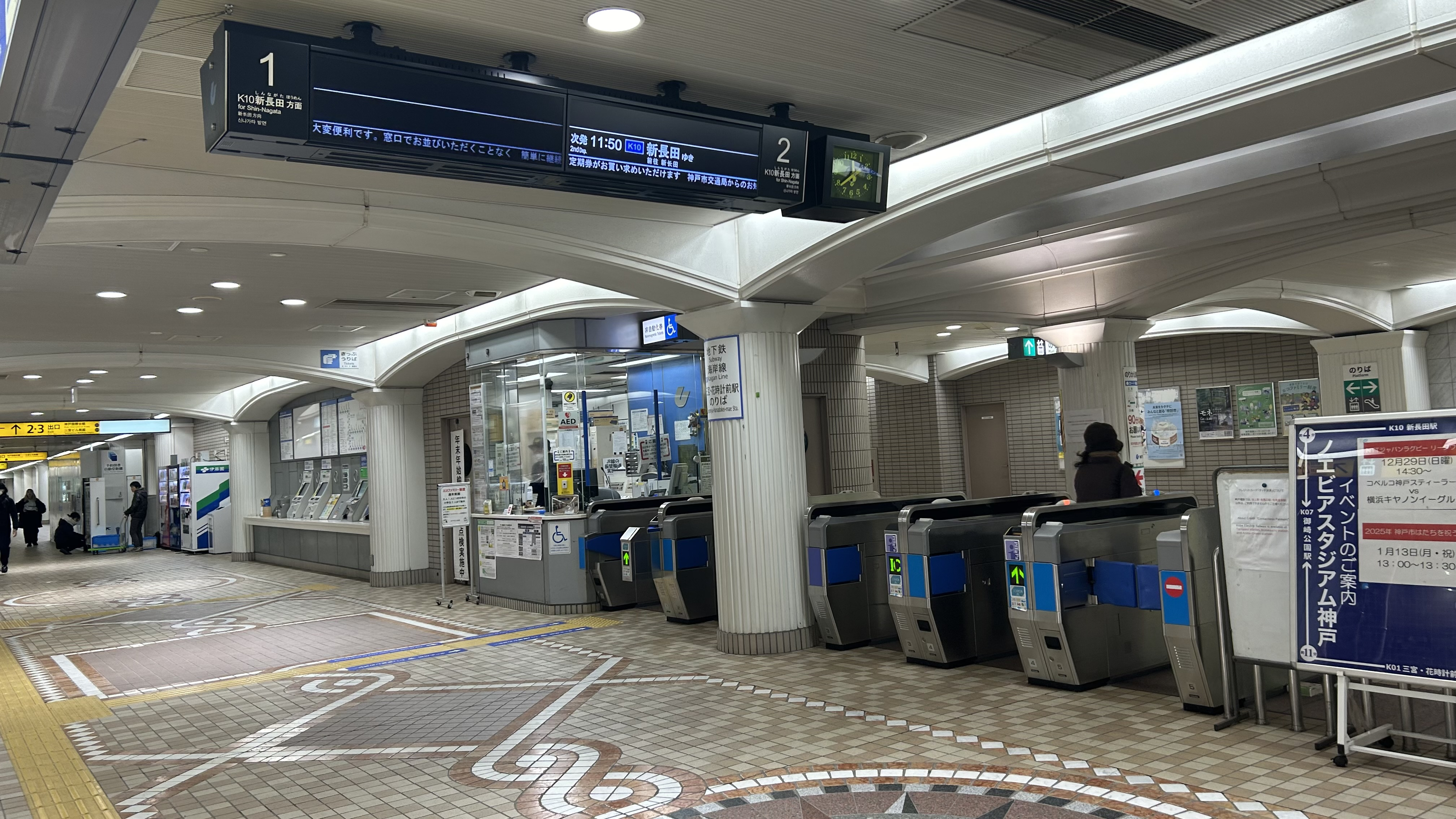
改札口
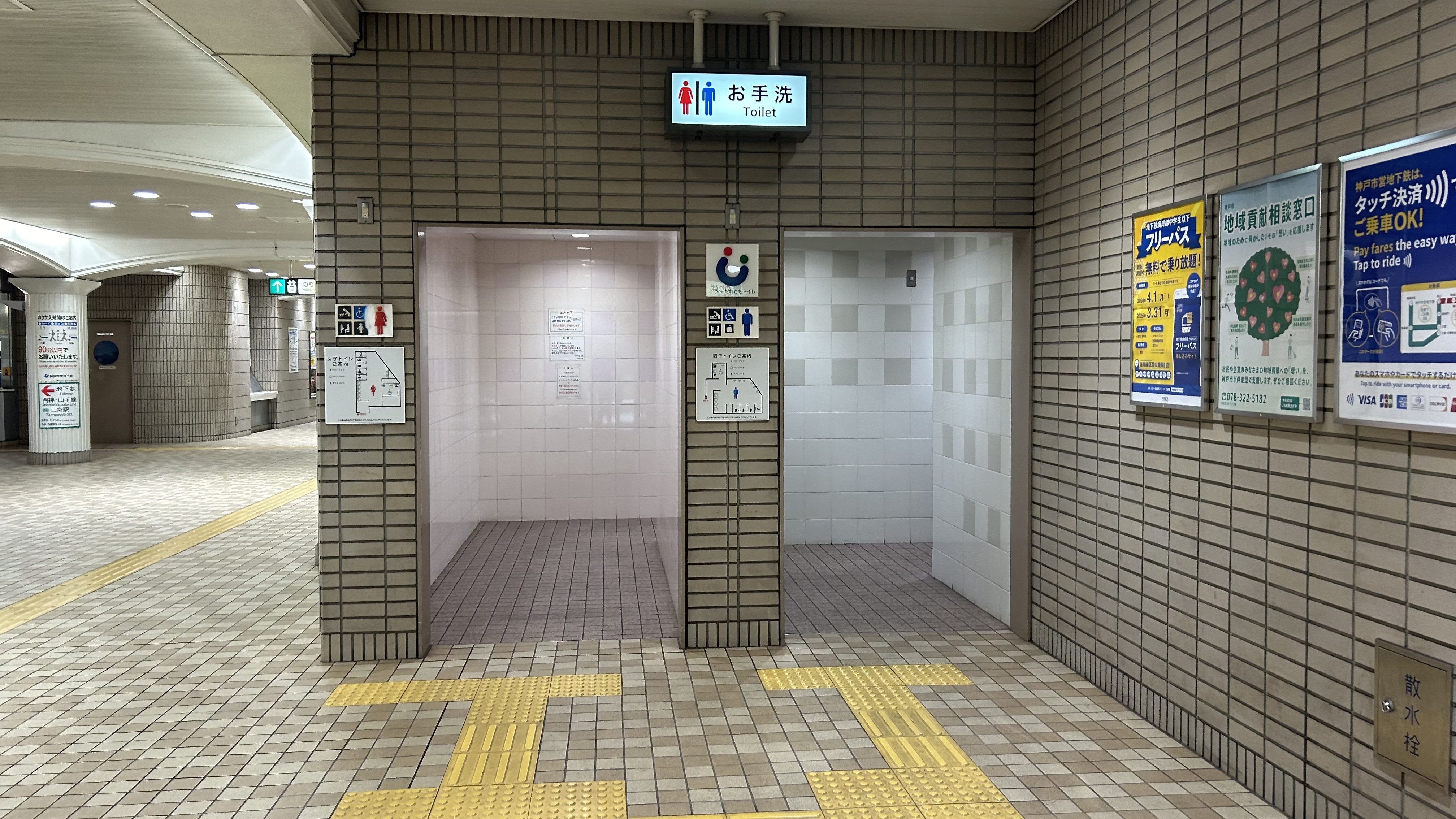
トイレ
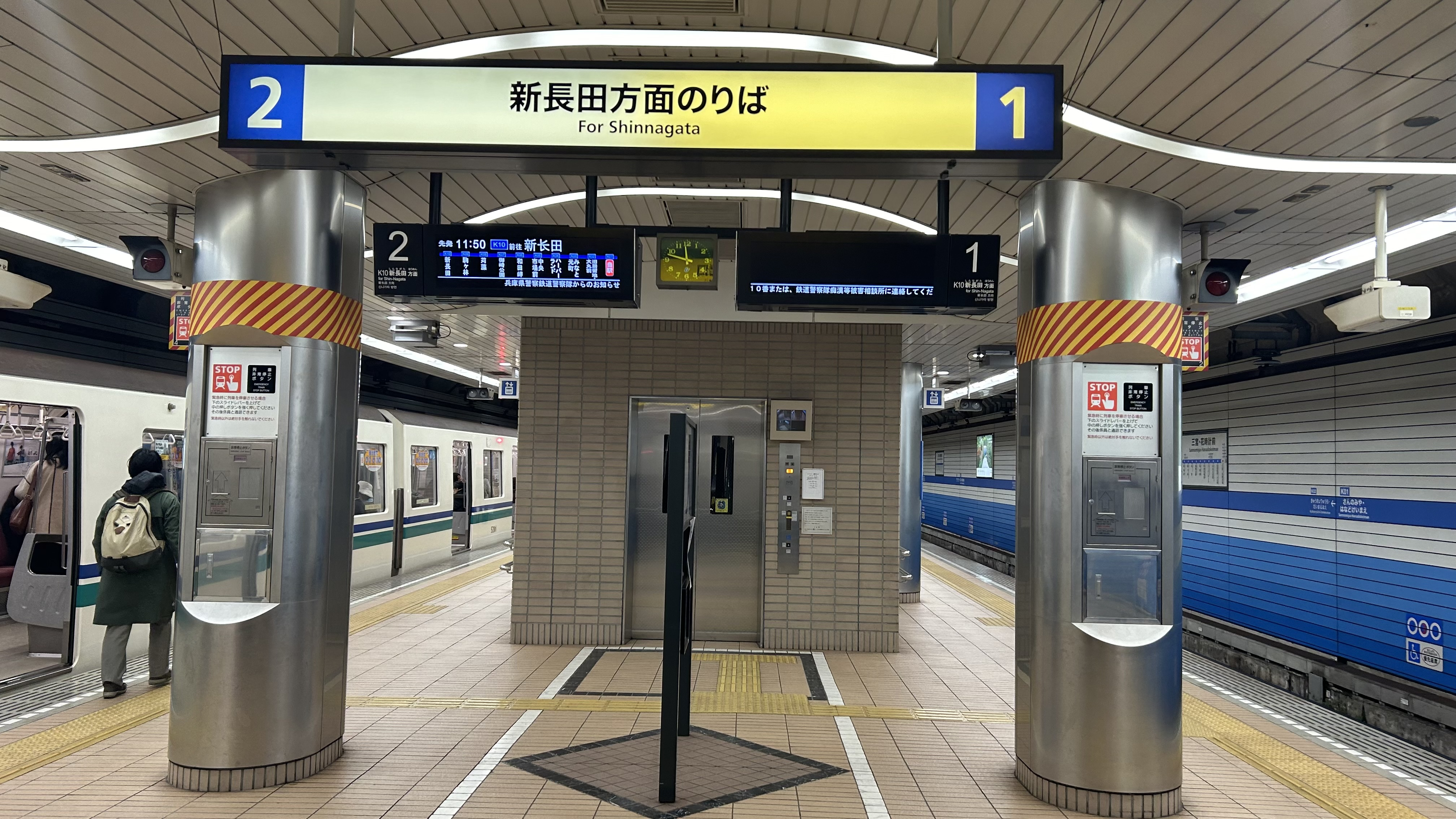
ホーム
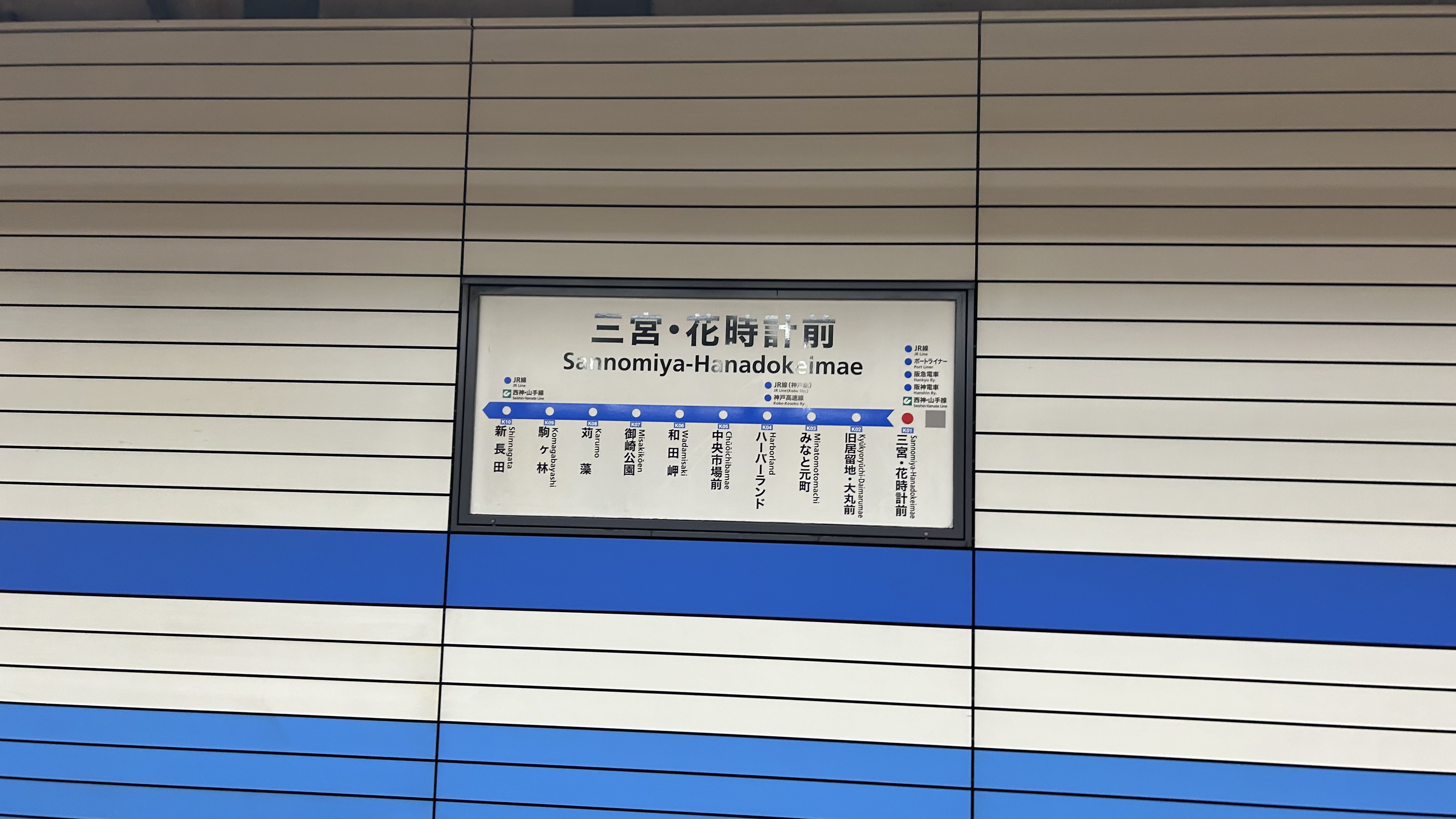
駅名標
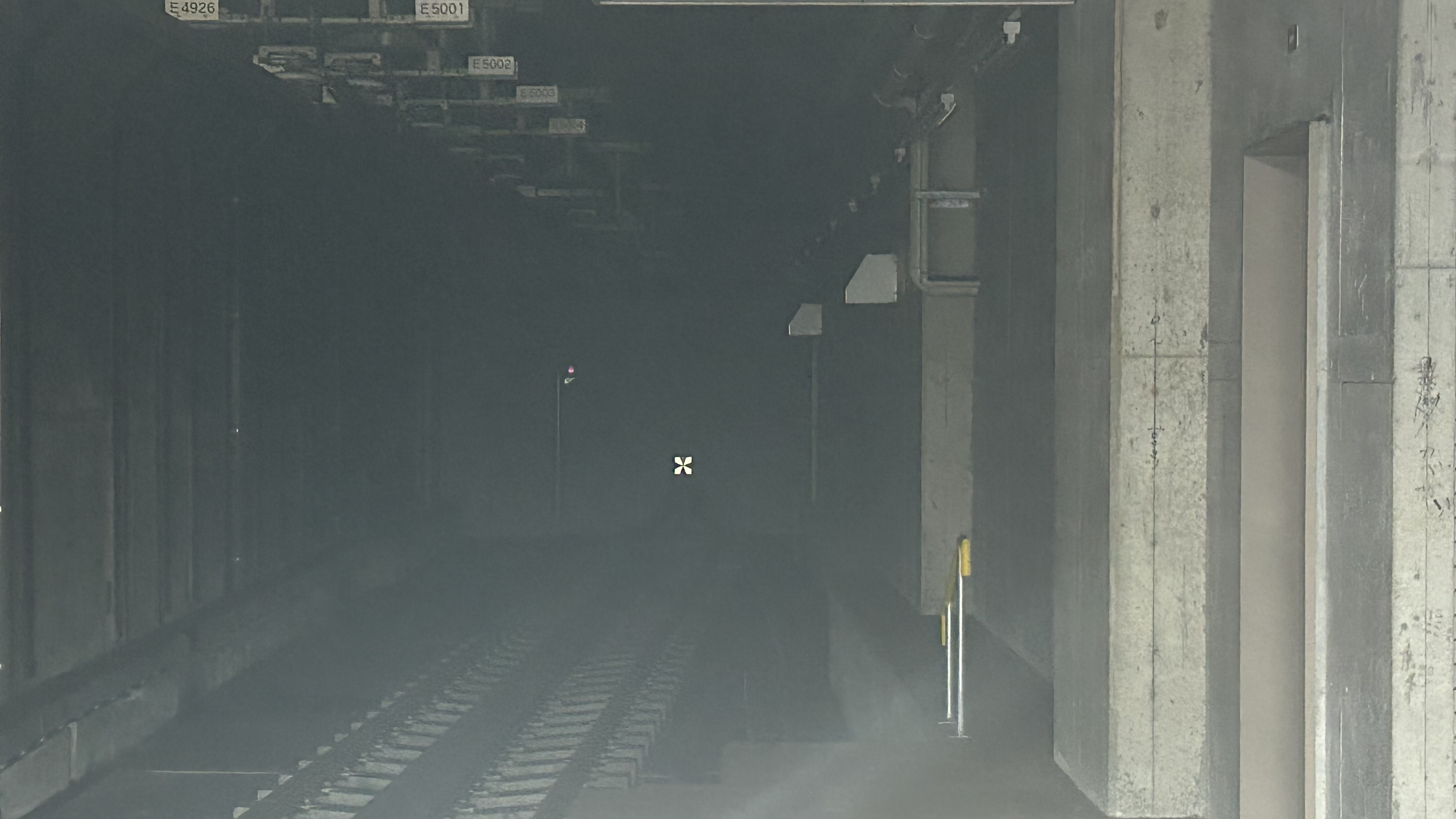
1番線車止め
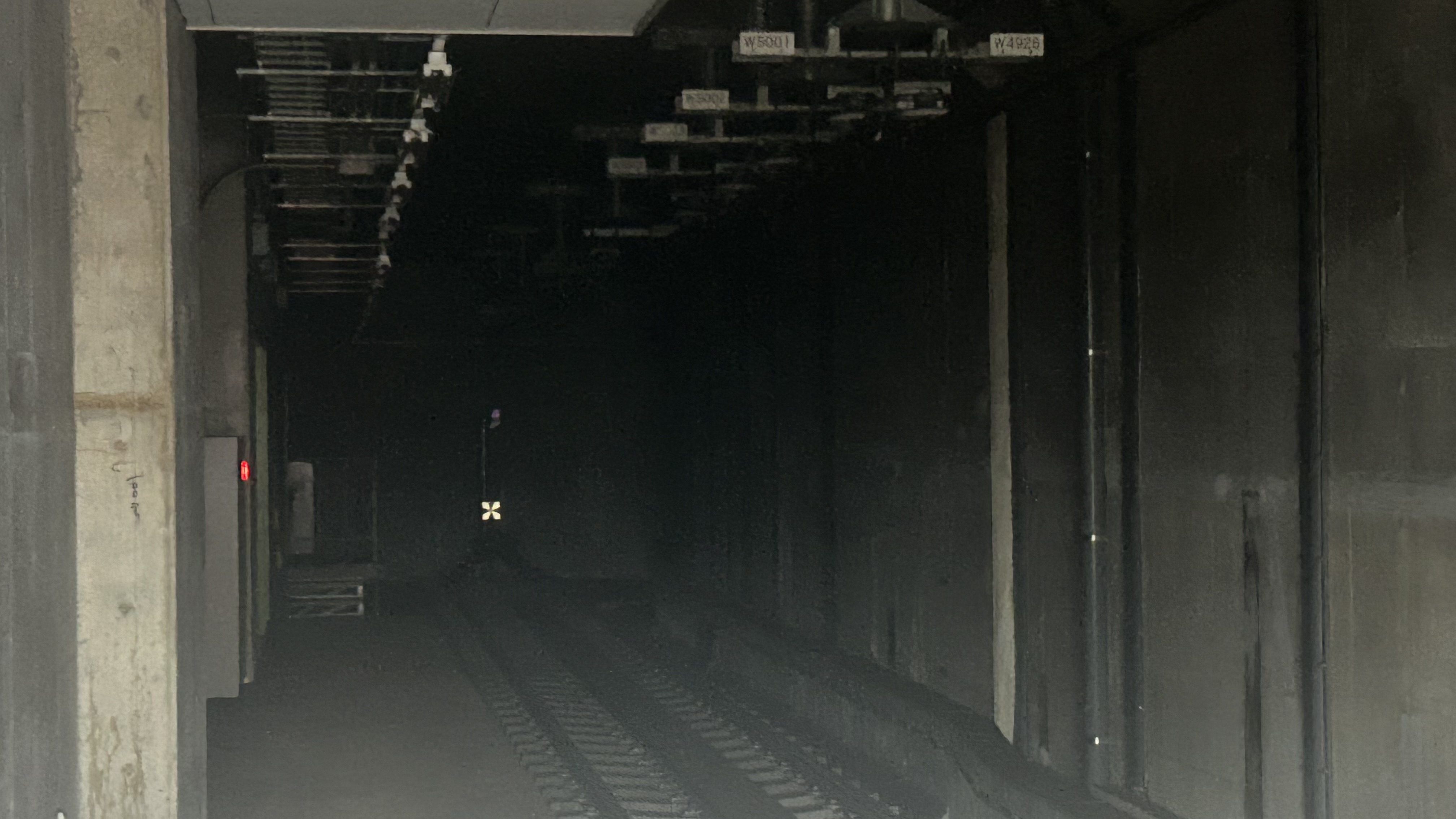
2番線車止め

### 出口
神戸国際会館のサンクンガーデン（およびSOL地下2階）やさんちかと接続する出口1、国際会館前の東西道路と接続する出口2、三宮ビル南館と接続する出口3、元町地下通路（旧居留地・大丸前駅と接続）やさんちか、神戸市役所と接続する出口4がある。なおエレベーターはさんちか内に位置する
阪神・阪急神戸三宮駅 JR三ノ宮駅 ポートライナー・地下鉄西神・山手線三宮駅は出口1が最寄りである
| 出口番号 | 位置                                   | 備考 |
| -------- | -------------------------------------- | ---- |
| 1        | さんちか直結                           |      |
| 2        | 北緯34度41分30.7秒 東経135度11分45.1秒 |      |
| 3        | 北緯34度41分32.1秒 東経135度11分48.5秒 |      |
| 4        | さんちか直結                           |      |

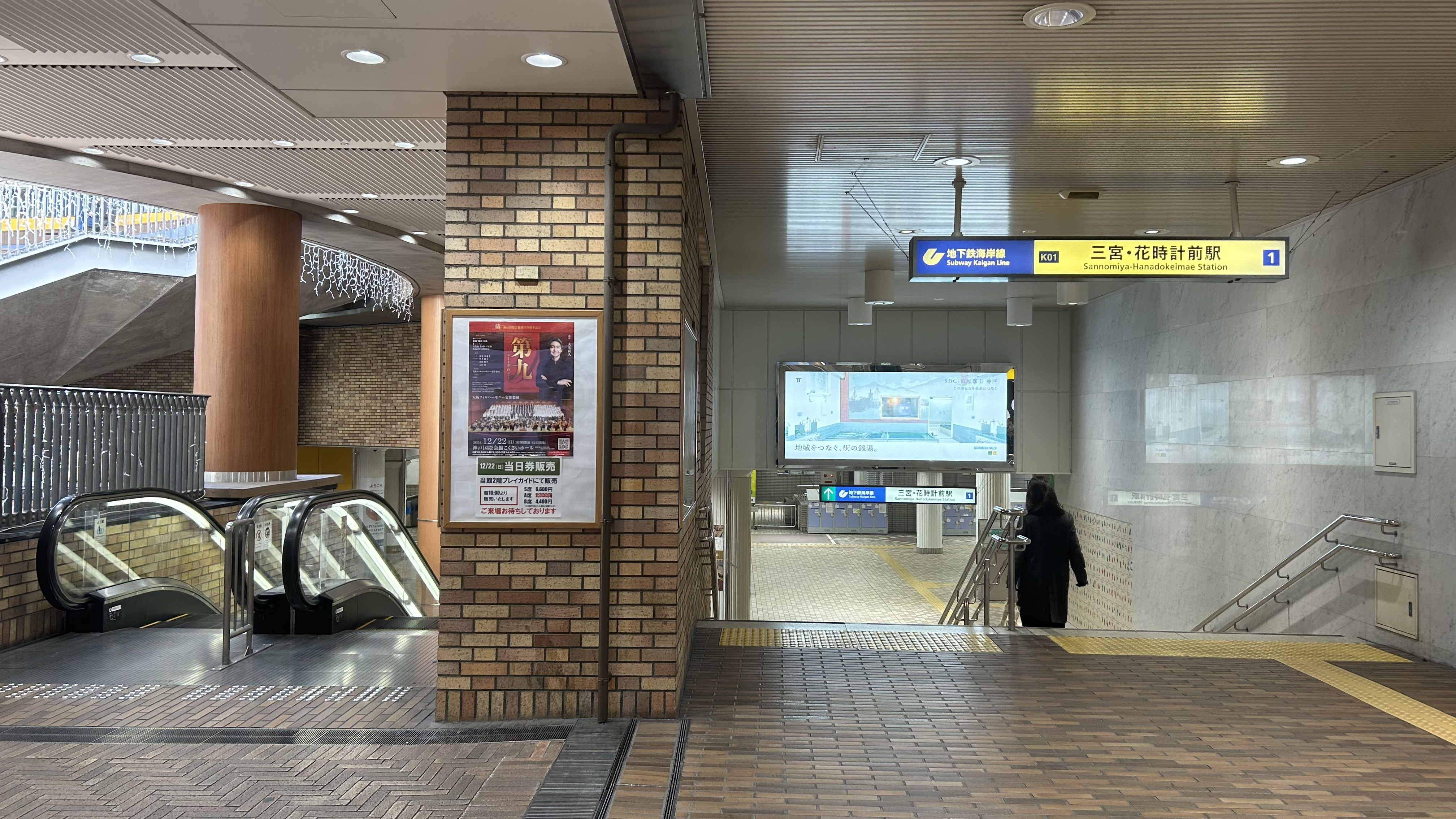
出口1
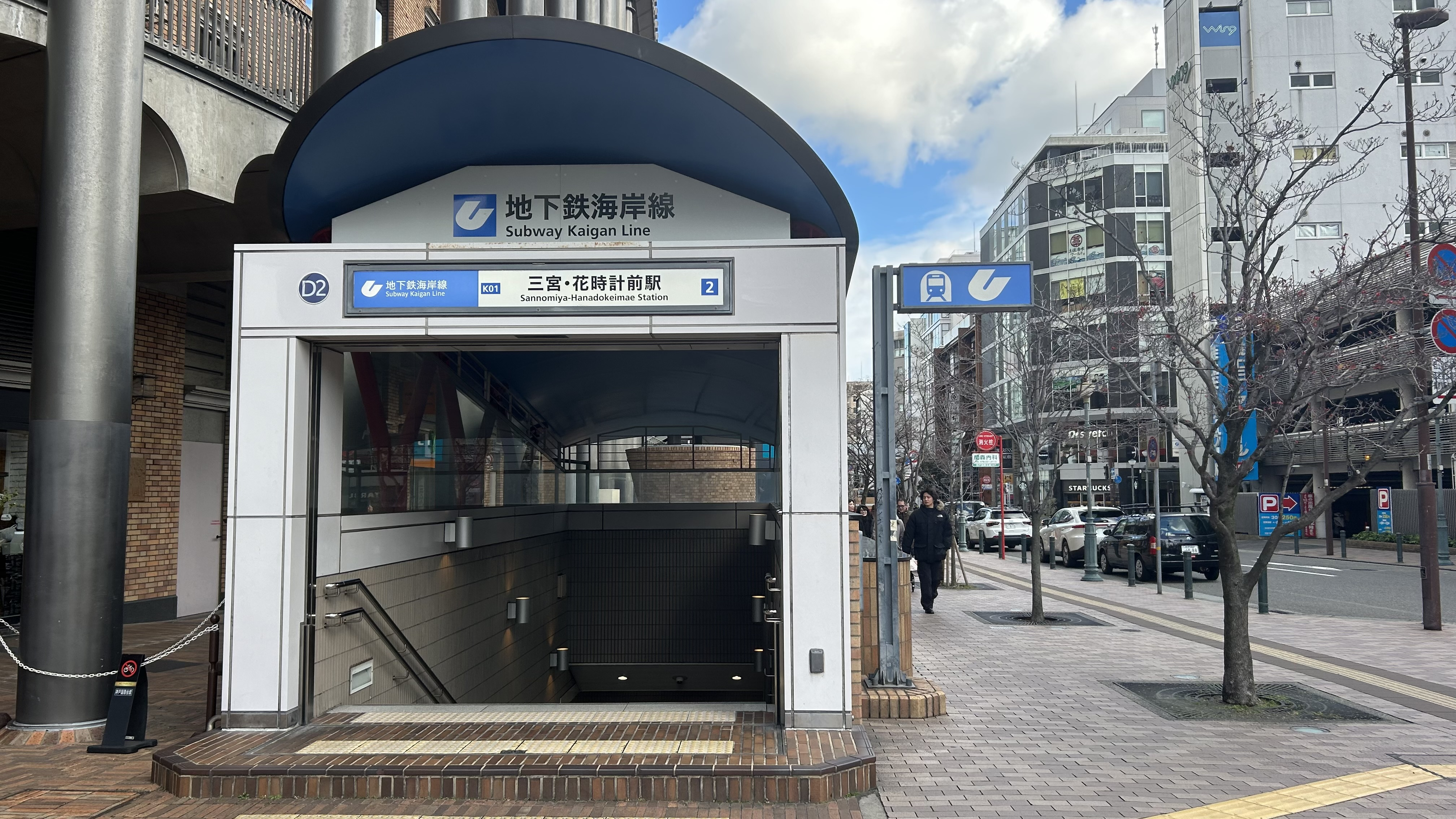
出口2
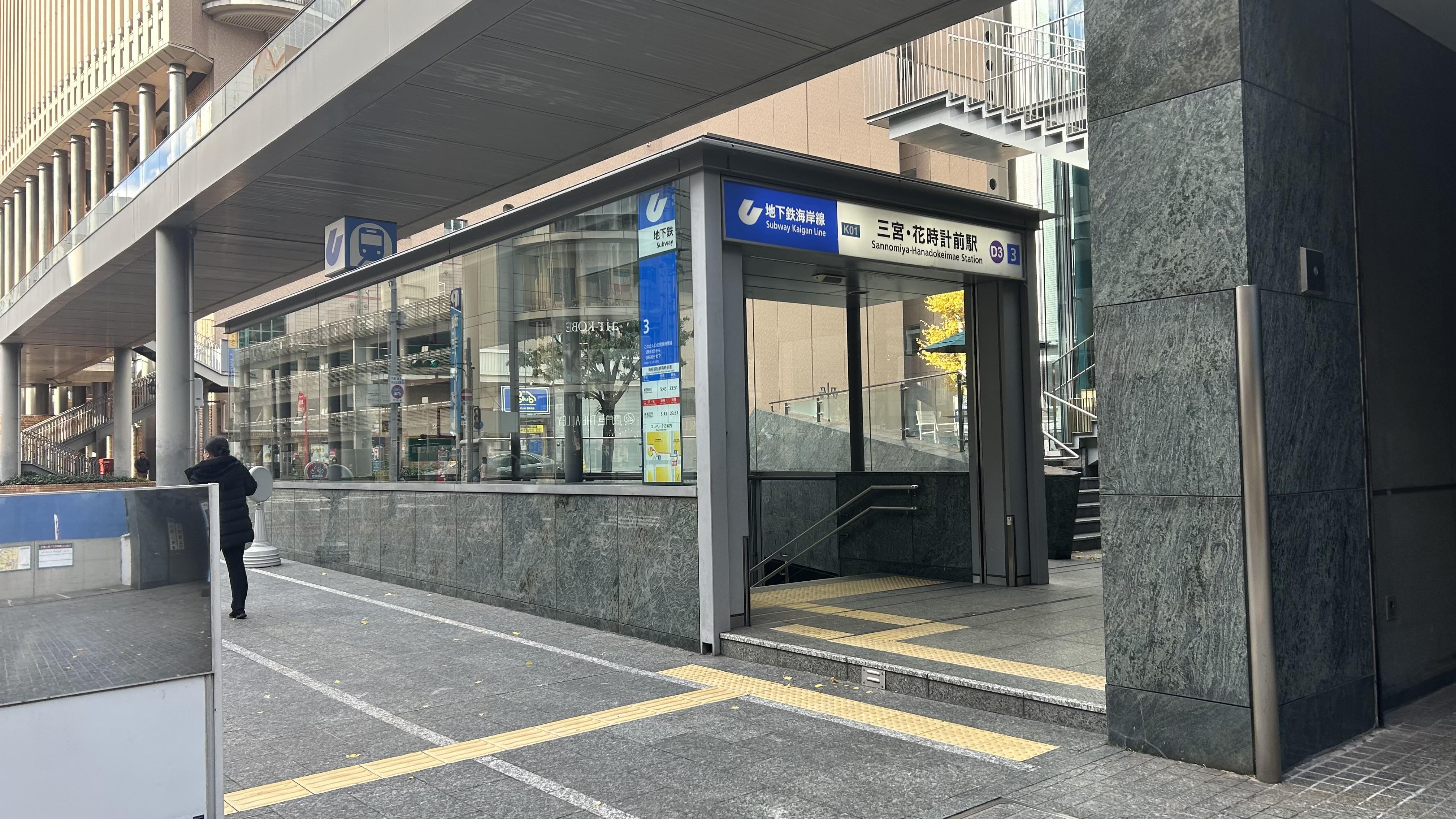
出口3
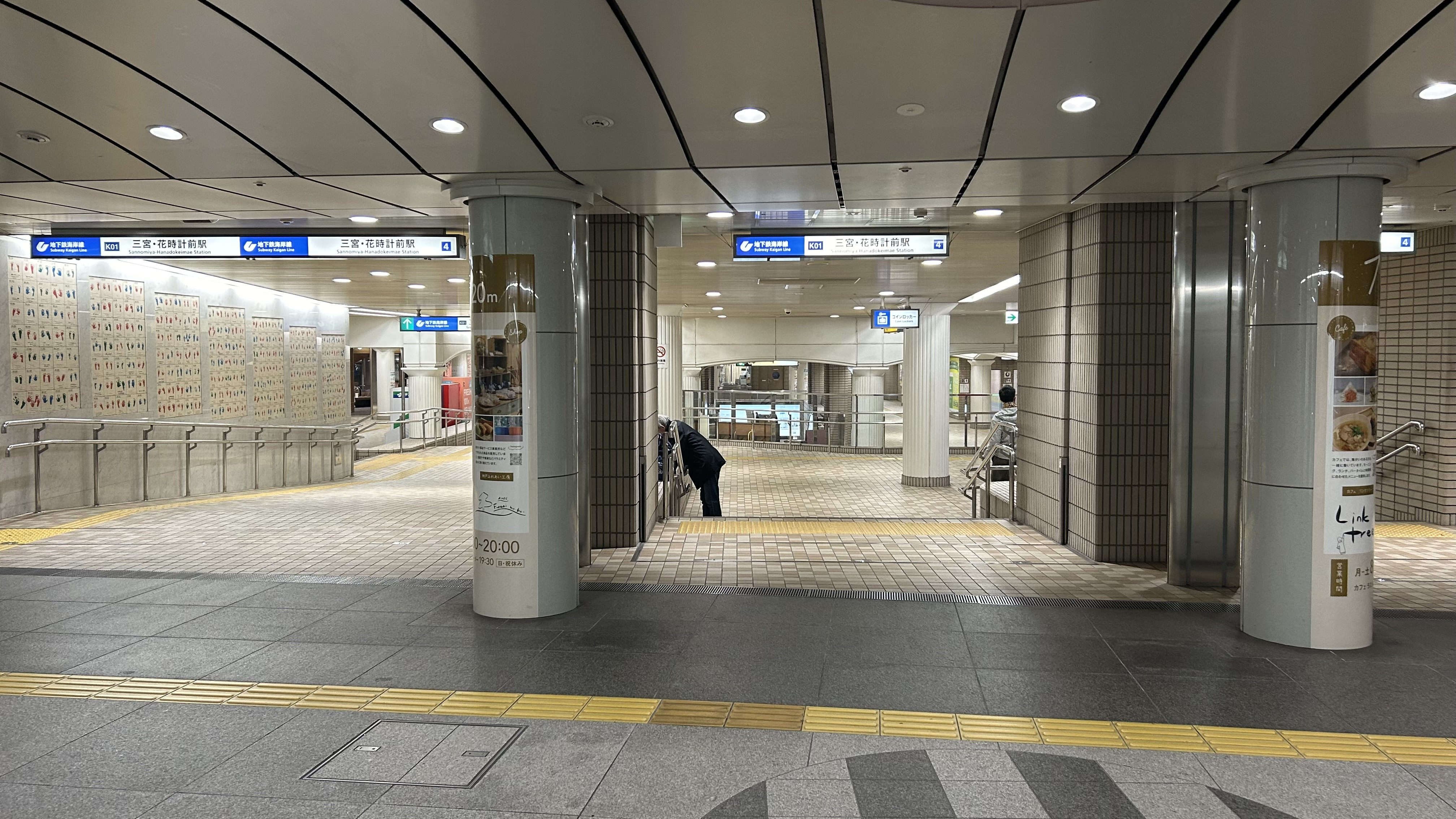
出口4
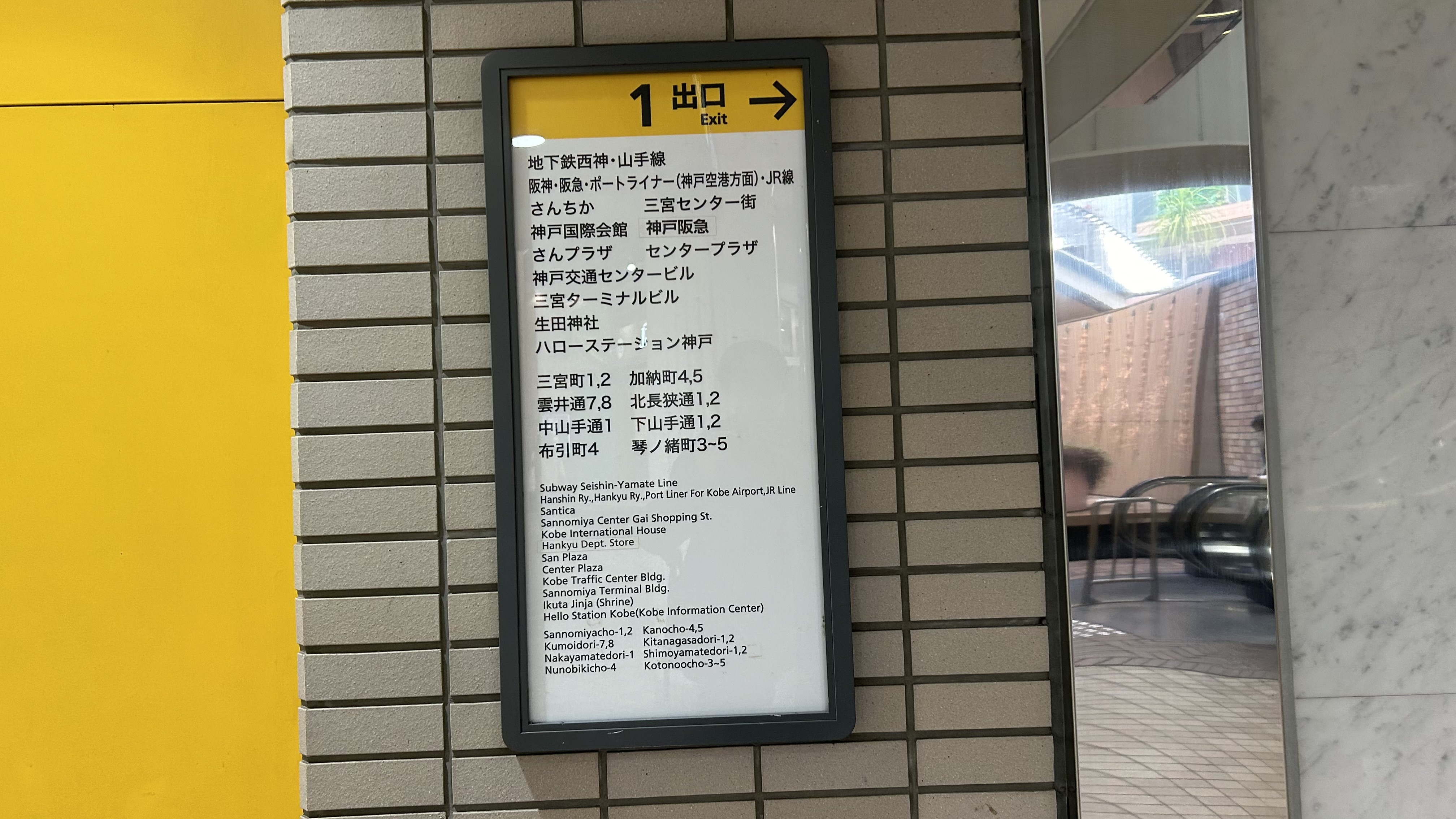
出口1案内
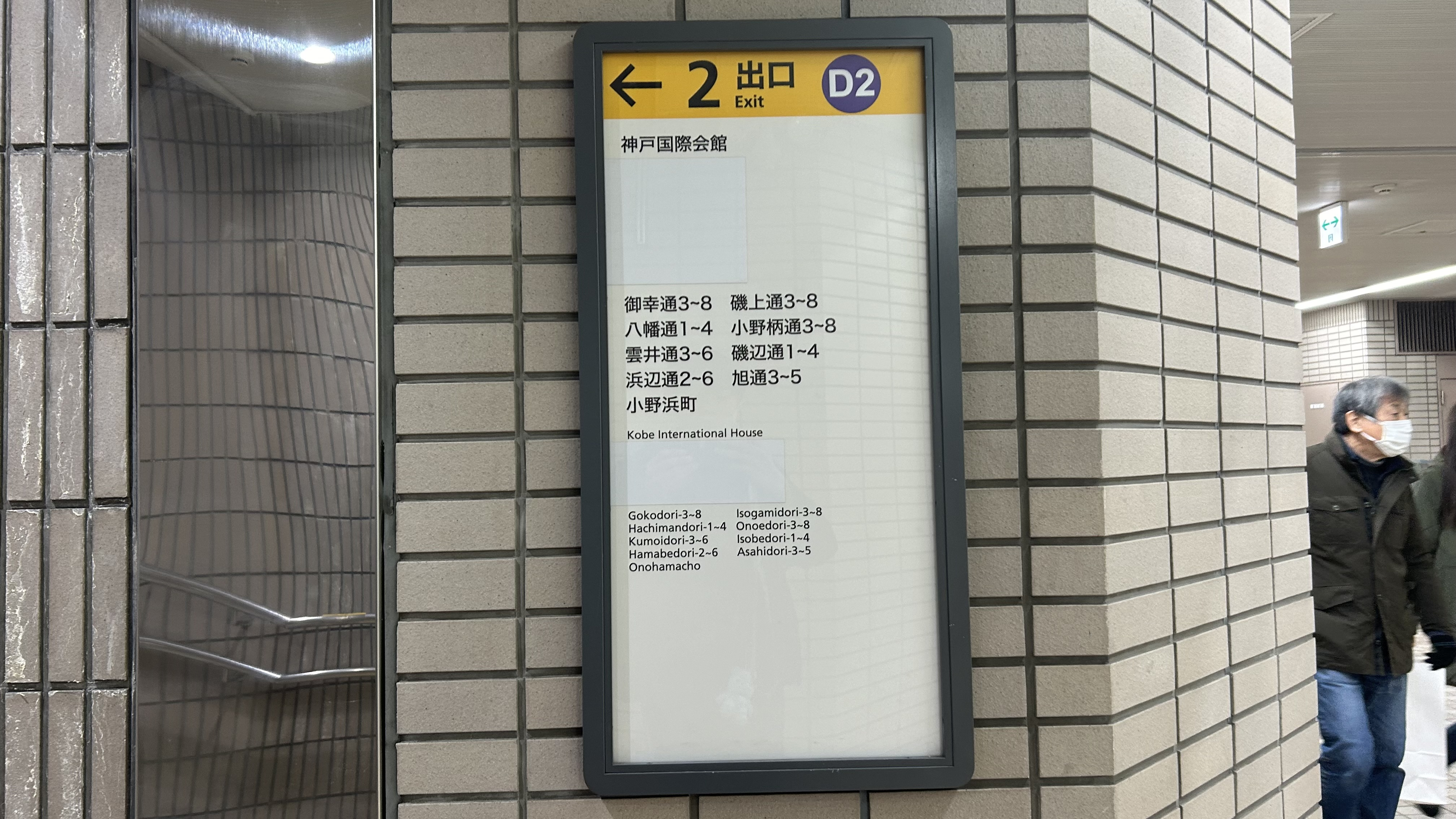
出口2案内
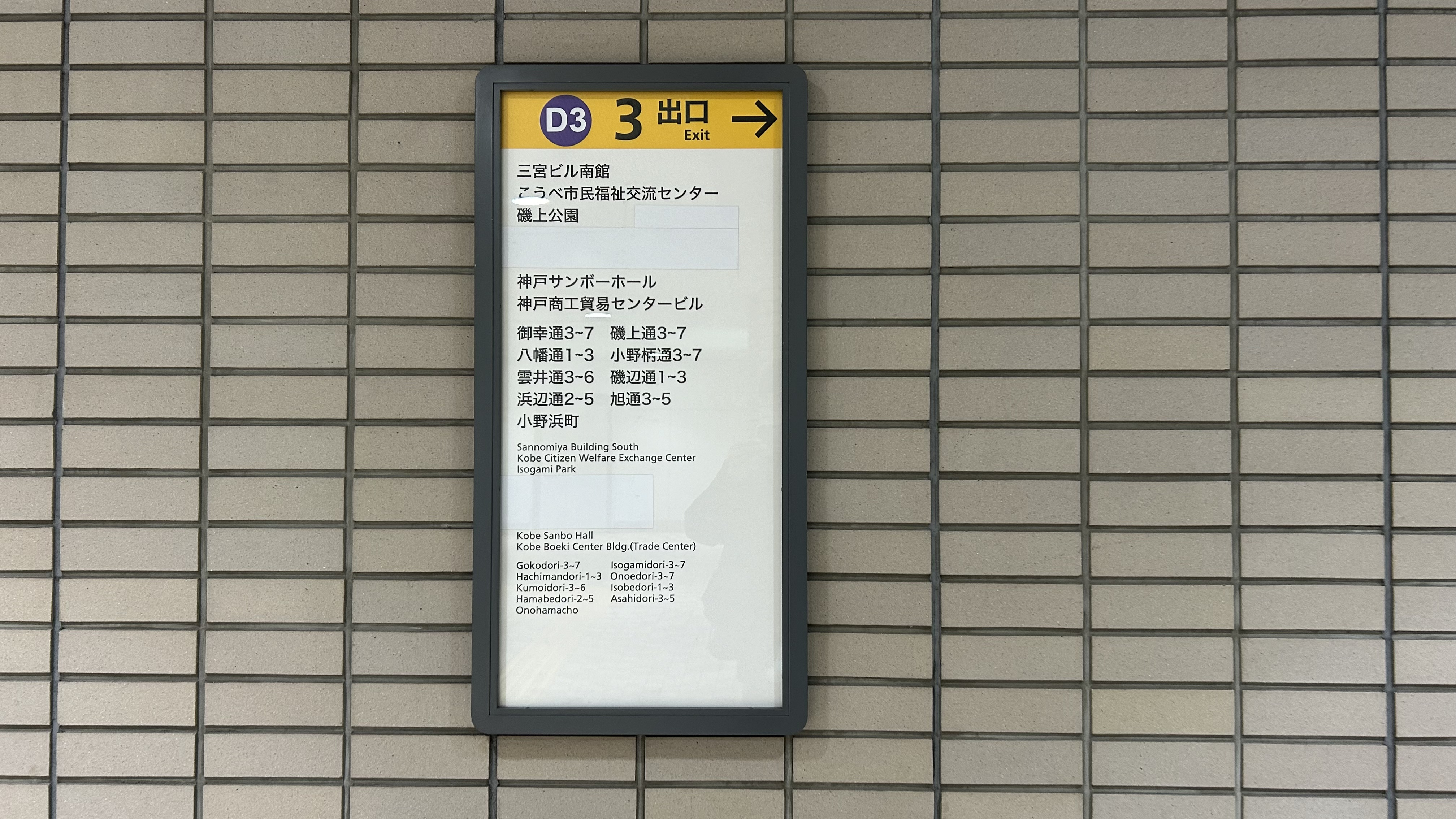
出口3案内
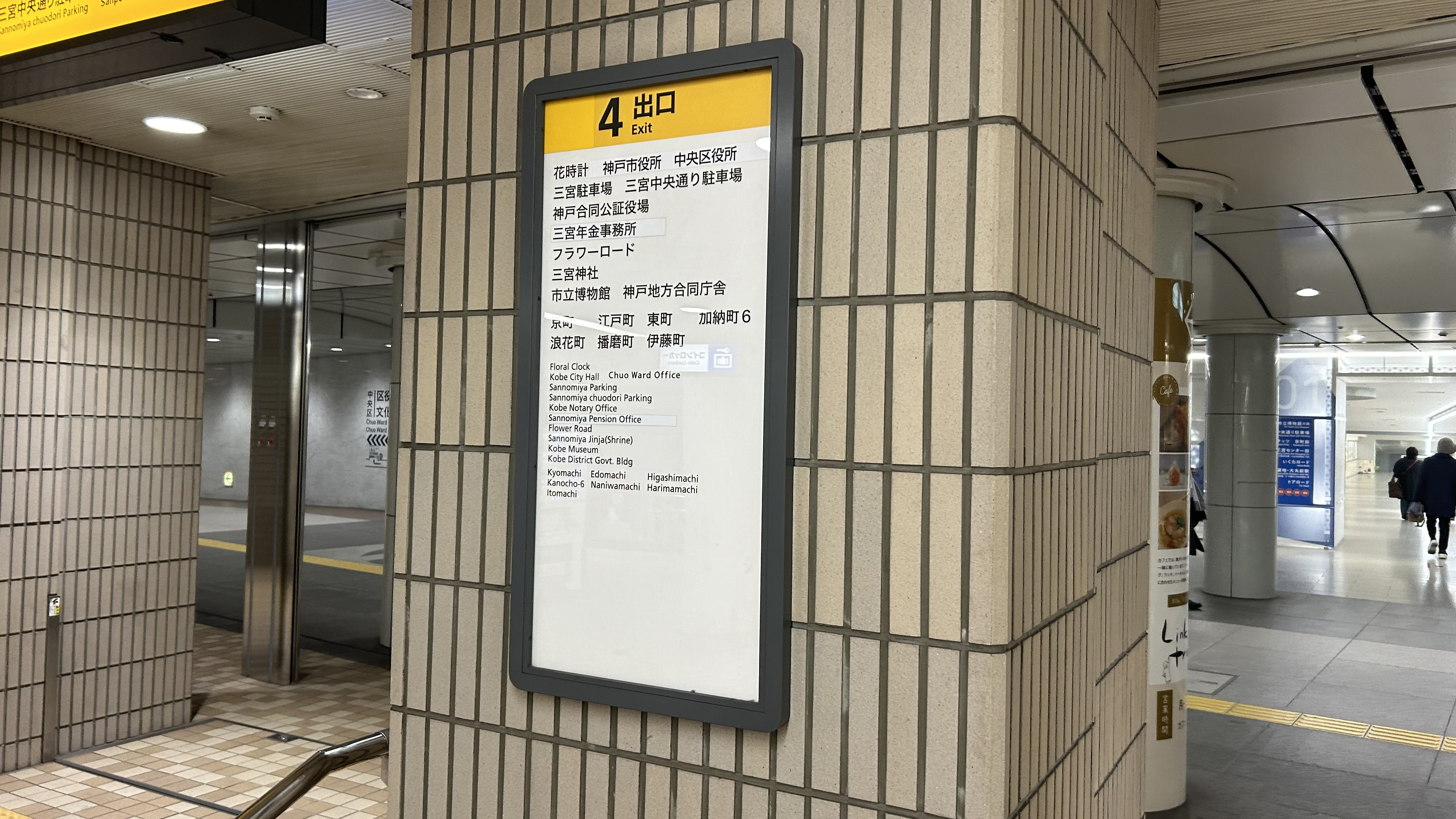
出口4案内

## 利用状況
2022年度の1日平均乗車人員は7,442人である。海岸線の駅では和田岬駅、新長田駅に次ぐ第3位で、開業以降緩やかな上昇傾向が続いている。
- 2000年度に計画された時点では、2005年度の予測乗車人員は21,652人であった[7]。しかし、現在でも乗車人員は計画時の3分の1程度に留まっている。

開業以降の1日平均乗降・乗車人員は下表のとおり。
| 年度               | 1日平均 乗降人員 | 1日平均 乗車人員 |
| ------------------ | ---------------- | ---------------- |
| 2001年（平成13年） |                  | 5,260            |
| 2002年（平成14年） |                  | 5,842            |
| 2003年（平成15年） |                  | 5,842            |
| 2004年（平成16年） |                  | 5,819            |
| 2005年（平成17年） | 11,174           | 5,915            |
| 2006年（平成18年） |                  | 6,231            |
| 2007年（平成19年） |                  | 6,258            |
| 2008年（平成20年） |                  | 6,430            |
| 2009年（平成21年） |                  | 6,434            |
| 2010年（平成22年） |                  | 6,443            |
| 2011年（平成23年） |                  | 6,495            |
| 2012年（平成24年） |                  | 6,740            |
| 2013年（平成25年） |                  | 6,782            |
| 2014年（平成26年） |                  | 6,889            |
| 2015年（平成27年） |                  | 7,106            |
| 2016年（平成28年） |                  | 7,349            |
| 2017年（平成29年） |                  | 7,904            |
| 2018年（平成30年） |                  | 8,255            |
| 2019年（令和元年） |                  | 8,434            |
| 2020年（令和02年） | 13,314           | 6,657            |
| 2021年（令和03年） |                  | 6,982            |
| 2022年（令和04年） |                  | 7,442            |

## 駅周辺
三宮の南部に位置し、オフィスビルが多い。
- 東遊園地
- 神戸国際会館

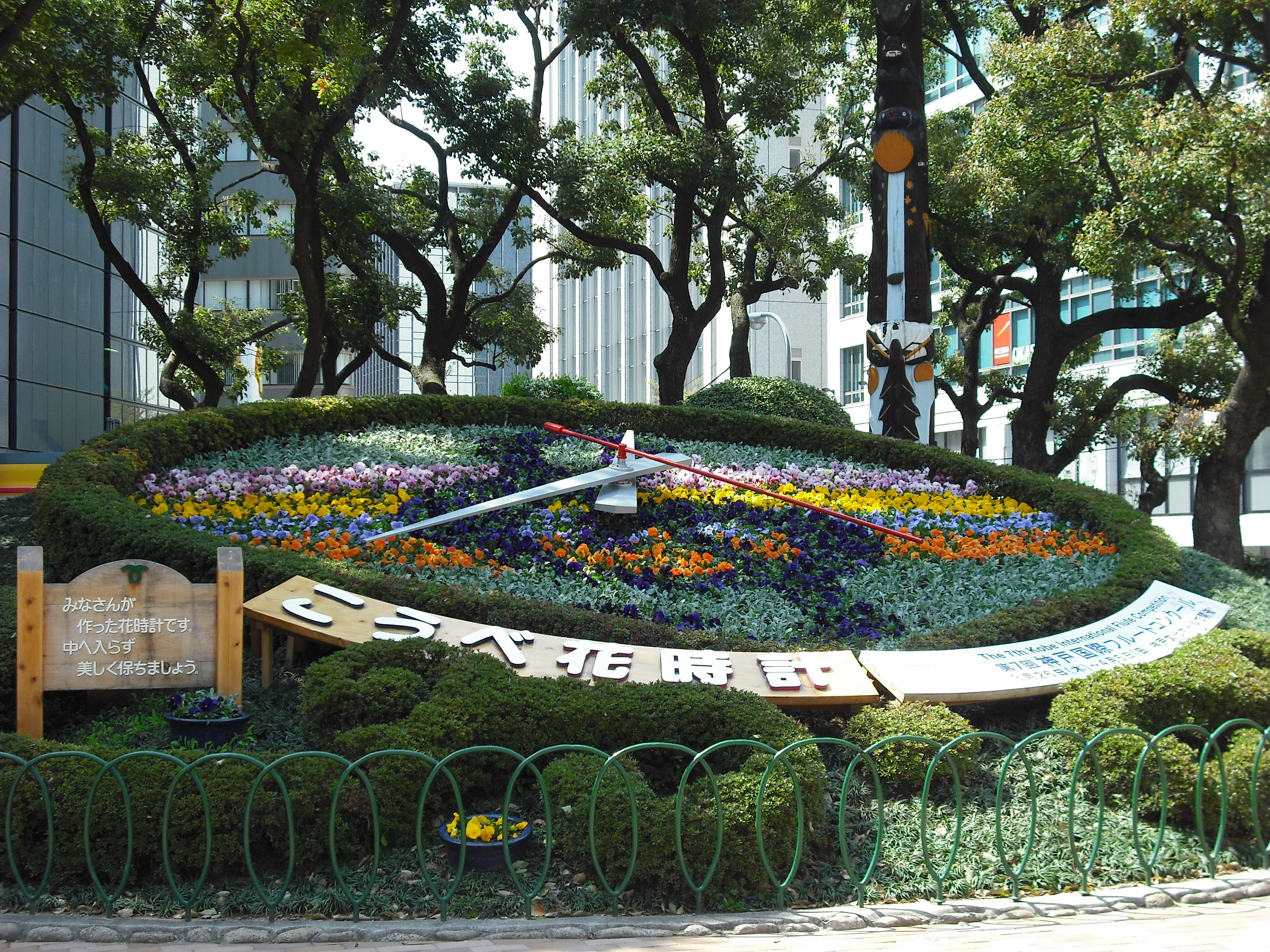
駅名の由来となった花時計

  - 1階にみずほ銀行神戸中央支店（旧・第一勧業銀行。旧・日本興業銀行神戸支店を統合した店舗でもある）があったが、2008年5月に神戸支店に統合された。
- みずほ銀行神戸支店（旧・富士銀行）、神戸法人支店（旧・みずほコーポレート銀行神戸営業部）・長田支店
- みずほ信託銀行神戸支店
- 神戸市役所[1]
- 中央区役所（市役所の西裏）
- 三井住友銀行三宮支店（旧・住友銀行）
- SMBC信託銀行神戸支店
- 三菱UFJ銀行三宮支店（旧・UFJ銀行）
- 百十四銀行神戸支店
- 播州信用金庫神戸本部
- 日本郵便 神戸国際会館内郵便局
- 神戸関電ビルディング

### バス路線
- 三宮駅バスのりばを参照

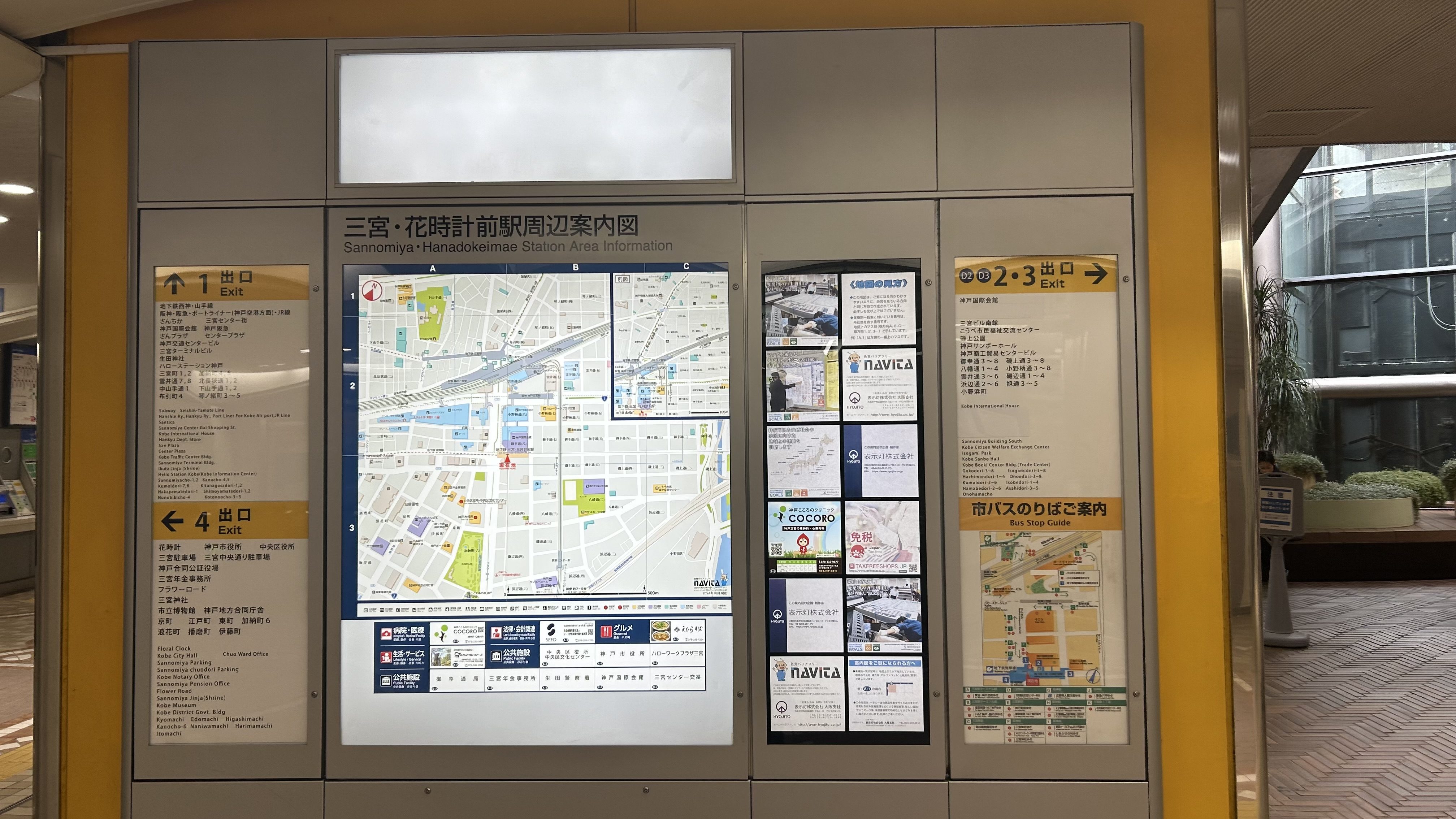
総合出口案内

## その他
- 建設時の仮称は「三宮駅」であった。
- 神戸市営地下鉄海岸線が当初AGT路線として検討されていた際には、フラワーロード西側に高架駅「三宮町1」を設置、その後東へ進みポートアイランド線（ポートライナー）高架部の上空を北上しポートライナー三宮駅を2層構造として4階部分に海岸線ホームが設置される構想がたてられていた[9]。
- 現在は終着駅であるが、HAT神戸への延伸計画が存在し、市道下を東へ進むことで延伸できるような構造となっている。
- 柔道の阿部詩の赤ちゃん時代の手形足形が当駅に飾られており、2021年7月25日に東京オリンピック柔道女子52キロ級で金メダル優勝したことで見物に訪れる人が多くなっている[10]。

## 隣の駅
神戸市営地下鉄
海岸線
三宮・花時計前駅 (K01) - 旧居留地・大丸前駅 (K02)
- （）内は駅番号を示す。